# Flughafen Mahiljou

i7
i11
i13
Der Flughafen Mahiljou (belarussisch Аэрапорт Магілёў, IATA-Code: MVQ, ICAO-Code: UMOO) ist ein belarussischer Flughafen in Mahiljou.

## Geschichte
Seit 1998 trägt der Flughafen den Status eines internationalen Flughafens.

## Fluggesellschaften und Ziele
Von Mahiljou aus werden neben nationalen Zielen auch internationale Ziele im saisonalen Charterverkehr angeflogen.